# Heckler & Koch AG36
Heckler & Koch AG36 — німецький підствольний гранатомет. Розроблений знаменитим концерном зброї Heckler & Koch для заміни застарілого гранатомета HK79
Гранатомет AG36 — однозарядна зброя. Для перезарядки казенна частина ствола відкидається вліво, що дозволяє заряджати в нього постріли з бойовими частинами великої довжини (такі розміри зазвичай мають «несмертельні» гранати зі сльозогінним газом). Ударно-спусковий механізм самовзводний, крім того, є двосторонній запобіжник ручний. Штатний приціл складаний, ступінчастого типу, кріпиться на кронштейні збоку від зброї.
Гранатомет встановлюється на штурмові гвинтівки HK G36, L85A2, Diemaco C7A1, HK416 та деякі модифікації M16. Він відрізняється значно більшою зручністю у користуванні, ніж американський гранатомет M203.